# جيورجيس هيلنس
جيورجيس هيلنس، من مواليد 8 أغسطس 1941، لاعب كرة قدم بلجيكي سابق، ومدرب كرة قدم بلجيكي سابق.
لعب مع منتخب بلجيكا لكرة القدم.

## مسيرته الكروية
لعب جيورجيس هيلنس خلال مسيرته الاحترافية مع نادِ واحدٍ في ثلاثة عشر موسمًا وسجل خلالها 10 أهداف ضمن 361 مباراة. حيث فاز في ثلاثة مواسم بالكأس وفي سبعة مواسم بالدوري.
خاض جيورجيس هيلنس مسيرته مع نادي رويال أندرلخت في موسم 1960–61 ليلعب معه ثلاثة عشر موسمًا، مشاركًا في 361 مباراة سجل خلالها 10 أهداف.

## روابط خارجية
- جيورجيس هيلنس على موقع الاتحاد الدولي (مؤرشف)  (الإنجليزية)
- جيورجيس هيلنس على موقع الاتحاد البلجيكي (الإنجليزية)
- جيورجيس هيلنس على موقع اتحاد تركيا (مدرب) (الإنجليزية)
- جيورجيس هيلنس على موقع قاعدة بيانات كرة القدم.إي يو (الإنجليزية)
- جيورجيس هيلنس على موقع ناشيونال فوتبول تيمز (الإنجليزية)
- جيورجيس هيلنس على موقع عالم كرة القدم.نت (الإنجليزية)